# Firebanden
Firebanden (forenklet kinesisk: 四人帮, pinyin: Sì rén bāng) var en gruppe ledere i Kinas kommunistiske parti, der blev arresteret og fjernet fra deres stillinger i 1976 kort tid efter Mao Zedongs død. De blev anklaget og dømt for ting, der var sket under Kulturrevolutionen.
Lederen af gruppen var Maos enke Jiang Qing og den bestod yderligere af Zhang Chunqiao, Yao Wenyuan og Wang Hongwen.
Det sidstlevende medlem af firebanden Yao Wenyuan døde den 23. december 2005.

## Brug af termen i andre sammenhænge
Undertiden benyttes betegnelsen firebande om indflydelsesrige grupperinger i andre sammenhænge. I Danmark har den været brugt om de fire socialdemokrater Lykketoft, Nyrup, Auken og Bjerregaard.